# Reichsverlagsamt
Das Reichsverlagsamt, das seinen Sitz in der Scharnhorststraße 4 in Berlin hatte, war zuständig für den Verlag und Vertrieb amtlicher Veröffentlichungen des Reichs. Es unterstand auch haushaltsrechtlich dem Reichsinnenministerium. Unter anderem wurde das Reichsgesetzblatt vom Amt übernommen. 

## Geschichte
1810 wurde die Preußische Gesetzsammlung als amtliches Verkündungsblatt für die Gesetze und andere überregional bedeutende Rechtsnormen Preußens begründet. Die Besorgung der Verlags- und Vertriebsgeschäfte der „Gesetzsammlung für die Königlichen Preußischen Staaten“ lag anfangs bei der Königlichen Ober-Hofbuchdruckerei Decker, ab 1819 beim  „Gesetzsammlungs-Debits-Komtoir“. Am 1. Januar 1825 wurde dieses Amt aus Ersparnisgründen mit dem am 1. Januar 1822 in Berlin gegründeten „Königlichen Zeitungs-Komtoir“ zum „Königlichen-Gesetzsammlungs-Debits- und Zeitungs-Komtoir“ zusammengelegt, das ab 1871 als „Gesetz-Sammlungs-Debits-Komtoir“ und ab 1876 als „Gesetzsammlungsamt“ bezeichnet wurde. Das Amt  unterstand dem Preußischen Staatsministerium. Die Geschäfte wurden ab 1822 vom Postzeitungsamt wahrgenommen. 

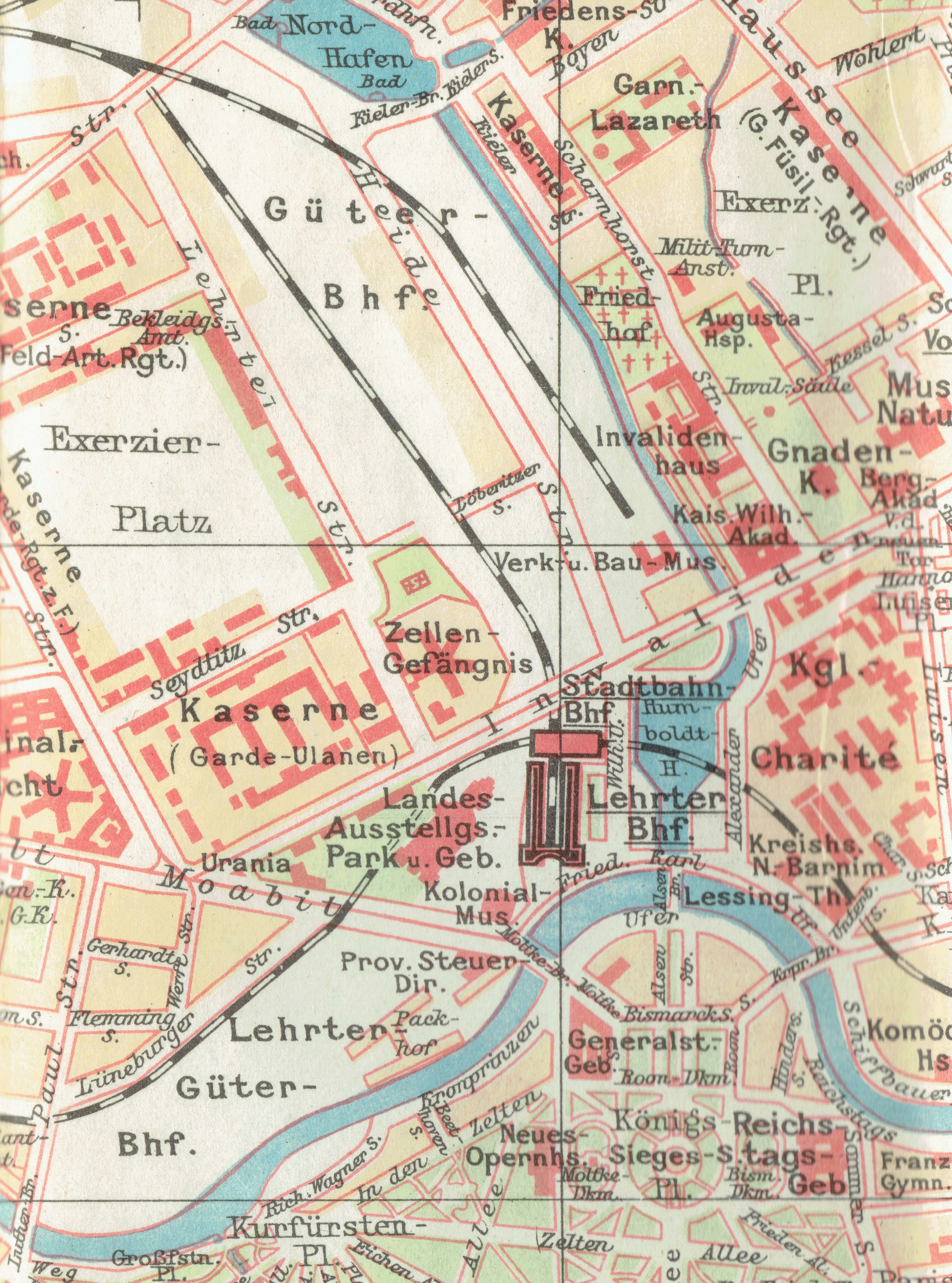
Kartenausschnitt in Berlin-Mitte (1915), in der Karte mit „Milit.-Turn-Anst.“ beschriftet

Das Amt bezog nach verschiedenen Standorten 1921 das von der Reichspost übernommene Gebäude der ehemaligen Militär-Turnanstalt in der Scharnhorststraße 4. Seit 1. Januar 1926 war das Gesetzsammlungsamt dem Reichsministerium des Innern unterstellt. Das Gesetzsammlungsamt wurde mit dem Postzeitungsamt, das für den Vertrieb der Gesetzsammlung zuständig war, vereinigt.  Aus dem Gesetzsammlungsamt wurde dann 1933 das Reichsverlagsamt, das bis 1945 bestand.